# أندرو بليفان
أندرو بليفان (بالإنجليزية: Andrew Pleavin)‏ هو ممثل إنجليزي من مواليد 13 أبريل 1968 في مدينة لندن بإنجلترا، اشتهر بأدواره في الفيلم التلفزيوني أتيلا الهوني، والفيلمين السينمائيين بداية باتمان واستهلال للمخرج كريستوفر نولان، وكذلك دوره في الفيلمين التاريخيين 300 عام 2006 و300: نهوض إمبراطورية عام 2014.

## وصلات خارجية
- أندرو بليفان على موقع IMDb (الإنجليزية)
- أندرو بليفان على موقع ألو سيني (الفرنسية)
- أندرو بليفان على موقع أول موفي (الإنجليزية)
- أندرو بليفان على موقع قاعدة بيانات الأفلام السويدية (السويدية)
- أندرو بليفان على موقع قاعدة بيانات الفيلم (الإنجليزية)
- أندرو بليفان على موقع كينوبويسك (الروسية)